# Gary Lee Anderson
Gary Lee Anderson (* 8. října 1939, Holdrege, Nebraska) je bývalý americký politik a sportovní střelec, držitel dvou zlatých olympijských medailí ve střelbě ze vzduchové pušky z LOH 1964 v Tokiu a z LOH 1968 v Mexiku. Je jediným střelcem, který dokázal v disciplíně ve střelbě ze vzduchovky na 300 m ve třech polohách zvítězit ve dvou olympiádách za sebou.

## Osobní život
Anderson se narodil v Holdrege ve státě Nebraska a vyrostl na farmě poblíž Axtellu. V roce 1957 dokončil studia na střední škole v Axtellu a poté navštěvoval Nebraskou univerzitu. Po jednom roce však odešel a narukoval do armády, kde působil do roku 1962 a dosáhl hodnosti poručíka. V letech 1963–1965 sloužil u Národní gardy Nebrasky a 1965–1968 u Národní gardy Kalifornie. Rok byl na studiu jazyků v Mnichově a pak studoval ještě teologický seminář v San Francisku. Věnoval se i politické práci a v roce 1972 byl za Republikánskou stranu zvolen do Zákonodárného shromáždění Nebrasky. Během svého čtyřletého působení přešel do Demokratické strany. Po skončení funkčního období už o další zvolení neusiloval.

## Sportovní úspěchy
Lov a střelba Andersona fascinovaly od útlého dětství. Také proto přerušil univerzitní studium a dal se naverbovat do armády, která mu slibovala úspěšnou kariéru sportovního střelce zvlášť poté, co byl v roce 1959 přidělen k elitní americké střelecké jednotce ve Fort Benningu v Georgii. Téhož roku už reprezentoval na Panamerických hrách, ale až v roce 1961 poprvé zvítězil na národním mistrovství USA.
Střelecký svět ohromil na mistrovství světa ve sportovní střelbě v Káhiře 1962, kde zcela deklasoval favorizované sovětské střelce a získal zde čtyři tituly mistra světa, navíc vytvořil tři nové světové rekordy. Pozici nejlepšího světového střelce ze vzduchové pušky potvrdil na letních olympijských hrách v Tokiu 1964 a poté na dalším mistrovství světa, které se konalo v roce 1966 ve Wiesbadenu, kde získal další tři zlaté medaile, k nimž přidal ještě dvě stříbra a jeden bronz. Přičteme-li k tomu ještě obhajobu olympijského prvenství v Mexiku 1968, byl Anderson rozhodně jedním z nejlepších sportovních střelců historie.

## Dvě Andersonovy olympiády
Soutěž ve střelbě vzduchovou puškou na 300 m na olympiádě v Tokiu se konala 15. října 1964. V každé pozici měli střelci k dispozici čtyři výstřely. Andersenovi šla nejlépe střelba vstoje (94+97+94+92 b. – celkem 377 bodů a 1. místo před Švýcarem Augustem Hollensteinem. Ve střelbě vkleče byl nejlepší Gruzínec Kveliašvili v barvách SSSR, Anderson za ním v této části zaostal o pět bodů (jeho střelby 92+97+97+98 a 3. místo), další Sovět Gerasimjonok byl nejlepší vleže, za ním Anderson skončil o čtyři body na 3. místě (97+99+97+99 b.). Měl však ze všech střelců nejvyrovnanější výkony a jeho zlatý zisk 377 b. byl novým světovým rekordem. Za ním skončil Sovět Šota Kveliašvili a Američan Martin Gunnarsson.
Na LOH 1968 v Mexiku si Anderson nejprve vyzkoušel střelbu z malorážky na 50 m vleže. Během 50 ran měl pouze pět chybných zásahů (595 b.), ale skončil až na 8. místě, když se olympijským vítězem stal československý reprezentant Jan Kůrka se dvěma chybami a ve světovém rekordu 598 bodů. Ve „své“ disciplíně – ve střelbě z pušky na 300 m (3 polohy) se Anderson ve střelbě vstoje (95+93+93+93+93 b.) dělil o první místo se Švýcarem Kurtem Müllerem, vkleče byl suverénem (97+95+99+97) , vleže byl šestý (100+95+99+100), ale opt byl ze všech závodníku nejvyrovnanější, a tak vítězný výsledek 1 157 bodů byl novým světovým rekordem. Za ním skončil Viktor Korněv a Kurt Müller.

## Po skončení kariéry
Z mezinárodních střelnic odešel Anderson po mistrovství světa 1969 v Barceloně, ale střelecký sport neopustil. Začal trénovat mladé střelce, přednášel a psal články do novin, o střelbě dokonce vydal tři knihy. Ještě v 70. letech si rád zastřílel na domácích soutěžích. Jako člen poroty a technický delegát se účastnil řady mezinárodních akcí včetně osmi olympijských her; v Atlantě 1996 byl dokonce ředitelem olympijské střelnice . Nakonec se stal viceprezidentem Mezinárodní federace sportovní střelby. Roku 2012 mu MOV udělil své nejvyšší vyznamenání – Olympijský řád ze vynikající služby olympijskému hnutí.